# Лонгранская резня
Лонгранская резня (англ. Long Run massacre) — массовое убийство европейских поселенцев индейцами, произошедшее 13 сентября 1781 года у слияния реки Флойдс-Форк с ручьем Лонг-Ран, вдоль тропы Фоллс-Трейс на востоке современного округа Джефферсон в штате Кентукки.
За день до происшествия поселенцы станции Пэйнтед-Стоун, основанной Сквайром Могриджом Буном-младшим, узнали, что на форт готовится набег большого отряда индейцев под командованием капитана лоялистов Александра Макки. Большинство поселенцев предпочли покинуть станцию и уйти в более защищенные места у реки Бирграсс-Крик, покинув раненого Буна и ещё одну семью. Некоторые поселенцы колебались в течение двух дней, прежде чем двинуться к станции Линн. Потеряв часть военной охраны, они попали в засаду у тринадцатимильного дерева, в 8 милях (13 км) от станции. По меньшей мере семь поселенцев были убиты, потери индейцев неизвестны. Оставшиеся в живых бежали и к ночи добрались до станции Линн.
Несмотря на исторические отметки и, по крайней мере, один опубликованный отчет, согласно которому было убито не менее 60 человек и лишь немногие спаслись, на самом деле погибло около 15 поселенцев и 17 солдат под командованием полковника Джона Флойда; на последних напали на следующий день, когда они хоронили тела убитых поселенцев. Во время второго боя был убит и вождь племени вендат, что привело к рассеиванию сил индейцев и прекращению рейда Макки.
В районе города Шелбивилл в штате Кентукки члены общества «Поселенцы Пэйнтэд-Стоун» ежегодно проводят историческую реконструкцию массового убийства.